# Escultura del Bisbe Armanyà
L'Escultura del Bisbe Armanyà és una escultura que representa a Francesc Armanyà i Font feta per Manuel Fuxà i que està ubicada a l'entrada de la Biblioteca Museu Víctor Balaguer de Vilanova i la Geltrú. L'escultura està signada M. Fuxà (inf.esq.).

## Història
Víctor Balaguer volia donar un aspecte de monumentalitat al projecte de Biblioteca Museu que estava construint a Vilanova. Va pensar en un parell d'escultures de marbre davant dels intercolumnaris de l'atri l'entrada, i va proposar les personalitats de Manuel de Cabanyes i de Francesc Armanyà. Després que la junta del museu aprovés la proposta, es va constituir un jurat format per dos membres de la junta, dues persones triades per Víctor Balaguer i un representant de l'Acadèmia de Bellas Artes de San Fernando. Alguns membres de la junta van plantejar l'escultura en bronze, però Balaguer va impedir-ho assumint la impossibilitat de fer front a tal pagament. Es va fer un concurs públic que va guanyar Manuel Fuxà. La resta de plecs de propostes van ser cremats. L'escultura va ser feta finalment de pedra artificial provinent d'Alacant, i es va col·locar al seu pedestal el 23 d'octubre de 1887. El pedestal és obra de Bonaventura Pollés, arquitecte municipal. Mesos després de la inauguració, el gener de 1888, Fuxà encara reclamava el pagament.
L'obra va ser exposada a l'Exposició Universal de Barcelona de 1888. El Bibliotecari Oliva va ser l'encarregat d'embalar i transportar l'obra. El 1902 tornaria a viatjar a Barcelona per ser exposada al Museu de Belles Arts de Barcelona. Mentrestant, a Vilanova es va exposar una escultura de Sant Francesc, també de Fuxà.

## Rebuda
L'obra va ser rebuda amb certa fredor per la crítica local. El 19 de gener de 1887 el cronista local Fabré i Olivé va publicar una notícia a el Diario de Villanueva en el qual criticava la qualitat de les mateixes:
| «                                     | L'obra representa á Armanyá vestido de pontifical, con magníficos ornamentos sagrados. La capa pluvial, la mitra y el báculo son verdaderos prodigios, por lo acabado del detalle y la holgura y espontaneidad con que estan ejecutados. En nuestro humilde concepto, se ha equivocado no poco el escultor al presentarnos al humildísimo arzobispo, que de mezquino pecaba en cuanto se referia á su persona, con el esplendor aparatoso de sus vestiduras, que envidiarán -si la envidia cupiera en ellos- los más ricos principes de la Iglesia. Ansioso de vencer dificultades no ha tenido en cuenta el artista el carácter histórico del ilustre vilanovés, ya que le presenta con una gallardía en la actitud, impropia de su genio y sus años. Por el parecido, tampoco resulta ser Armanyá | » |
| — Fabré i Olivé, 19 de gener de 1887. | |   |

## Conservació
A causa de l'alteració de la pedra produïda pels escolaments d'aigua de pluja procedents de la part superior de la façana la ma dreta del bisbe es va perdre totalment i de la inscripció original ARMANYA de la part davantera de la base només va quedar la lletra A del final. L'any 1996 el conservador-restaurador Alex Masalles va fer una intervenció de conservació-restauració per a la reobertura del museu, durant la qual, gràcies a fotografies antigues i a les restes conservades a la mateixa escultura, es va recuperar la ma dreta i la totalitat de la inscripció amb el nom del bisbe. L'obra va ser restaurada també el 2009, amb motiu del 125è aniversari de la institució.